# Франция на зимних Олимпийских играх 1964
Франция принимала участие в Зимних Олимпийских играх 1964 года в Инсбруке (Австрия) в девятый раз за свою историю, и завоевала четыре серебряные и три золотые медали. Сборная страны состояла из 24 человек (15 мужчин, 9 женщин).

## Медалисты
| Медаль  | Спортсмен       | Вид спорта        | Дисциплина                 |
| ------- | --------------- | ----------------- | -------------------------- |
| Золото  | Франсуа Бонльё  | Горнолыжный спорт | Мужчины, гигантский слалом |
| Золото  | Мариэль Гуашель | Горнолыжный спорт | Женщины, гигантский слалом |
| Золото  | Кристин Гуашель | Горнолыжный спорт | Женщины, слалом            |
| Серебро | Лео Лакруа      | Горнолыжный спорт | Женщины, скоростной спуск  |
| Серебро | Кристин Гуашель | Горнолыжный спорт | Женщины, гигантский слалом |
| Серебро | Мариэль Гуашель | Горнолыжный спорт | Женщины, слалом            |
| Серебро | Ален Кальма     | Фигурное катание  | Мужчины                    |